# Costante deliana
La costante deliana, o costante di Delo è una costante matematica che si incontra nel famoso problema della duplicazione del cubo. Rappresenta il rapporto fra il lato di un cubo e il lato del cubo avente volume doppio, e vale {\displaystyle {\sqrt[{3}]{2}}}. Il problema della duplicazione del cubo si riduce quindi alla costruzione (mediante riga e compasso) della costante deliana.
La costante è nota sin dall'antichità e deve il suo nome alla leggenda che ha dato origine al problema della duplicazione del cubo, che infatti è chiamato anche problema di Delo. Gli abitanti della città di Delo erano stati colpiti da un'epidemia, e l'oracolo di Delfi aveva richiesto la costruzione di un altare di volume doppio a quello esistente nella città.
Diversi matematici dell'antichità hanno trovato soluzioni per duplicare il cubo, ma nessuno con soli riga e compasso, lasciando il problema insoluto per quasi duemila anni, fino alla dimostrazione dell'impossibilità di una tale costruzione provata da Cartesio nel 1637. Intuitivamente questo succede perché mediante riga e compasso è possibile costruire quantità ottenute con somme, sottrazioni, moltiplicazioni, divisioni e radici quadrate. La costante deliana, coinvolgendo una radice cubica, risulta così non costruibile.